# 澳洲航空1號班機事故
澳洲航空1號班機（QF1）是由澳洲航空運營的一班由悉尼始發，目的地為倫敦的定期航班，曾於1999年9月23日在曼谷廊曼國際機場經停時因跑道濕滑衝出跑道，飛機起落架損毀。

## 航班
澳洲航空往來澳大利亞與倫敦之間，經停東半球的航線被稱為“袋鼠航線”，QF1號班機便是其中之一。1999年9月23日當天，該航班於澳洲當地時間16時45分從悉尼機場起飛，預定在八個多小時的飛行之後於泰國當地時間22時45分降落曼谷廊曼國際機場。

## 事故經過
1999年9月23日晚，VH-OJH執行QF1號班機，準備向曼谷機場的21L跑道進近，當時曼谷正經歷雷雨天氣。22時40分，曼谷機場的能見度為1500米，此時泰國國際航空的一架空中巴士A330正常降落。22時43分，澳洲航空的另一班機QF15（雪梨經曼谷往羅馬）因進近時能見度過低而復飛。:1然而，QF1號班機的機師並未留意以上事實。22時44分，塔台告知機組跑道濕滑的情況。
QF1號班機在最後進場時由副機長操縱，高度降到200英尺以下，這時廊曼機場雨勢轉急，跑道燈光只能在駕駛艙外玻璃雨刷器掃過之後隱約可見。飛機通過跑道入口時速度為169節，高度為76英尺。在飛機離地只有10英尺時，機長看不見跑道末端，要求副機長執行復飛，副機長隨即推動推力操縱杆，但沒有按壓TO/GA（起飛/復飛）電門，飛機主起落架接地。之後，機長自行將推力操縱杆復位，在沒有發出口令指示的情況下取消了復飛，推力反向器也沒有開啟。
由於機長取消重飛，飛機直至在跑道上滑行約1625米後才減速，但偏出了跑道中心線。機組人員採用了降落時的標準作業程序：襟翼角度為25度（而非最大的30度）:17，無反推，無自動制動，但此程序不適用於在積水跑道的降落。事後調查顯示，飛機滑行時，機輪在積水的跑道上發生了打滑。由於推力反向器未開啟，機組人員無法使飛機停在跑道盡頭，飛機以88節的速度衝出跑道盡頭100米長的停止道，繼續在跑道外的草地上滑行220米，撞上地面的無線電天線之後停住，機鼻觸及跑道邊界的道路，而路的另一側是一個高爾夫球場。

## 涉事客機
此次衝出跑道的波音747-400於1990年8月14日首飛，生產序列號為24806，裝有四台勞斯萊斯RB211-524G引擎，同年9月交付給澳洲航空。事發前，該機飛行小時數為41151，起降次數為6002。

### 损毁情况
飛機與天線相撞之後，飛機的前起落架和右起落架損壞，前起落架被收回，機身前側及右側塌下，右側的兩個引擎及引擎掛架也因此受損。
機上人員在飛機急停後20分鐘內全部撤離，38人輕傷，無人重傷。涉事客機修復後於2000年4月8日重新投入運營，2012年9月退出現役，同年10月在美國被拆解。
事後，澳洲航空在悉尼至倫敦的航線上繼續使用QF1這一航班號，但機型由波音747-400改為空中客车A380。2013年4月起，因澳航與阿聯酋航空合作，QF1號班機的中停點曾改為杜拜，但已在2018年3月25日改同新加坡。

## 外部連結
- 澳大利亚运输安全局对此次事故的报告 （页面存档备份，存于）